# YG Entertainment
YG Entertainment je jihokorejská zábavní společnost založená v roce 1996 společností Jang Hjon-sok. Společnost působí jako nahrávací společnost, talentová agentura, hudební produkční společnost, event management a koncertní produkční společnost a hudební nakladatelství. Kromě toho společnost provozuje řadu dceřiných podniků pod samostatnou veřejně obchodovatelnou společností – YG PLUS, která zahrnuje oděvní linii, agenturu pro správu golfu a značku kosmetiky. V současné době je jednou z největších zábavních společností v Jižní Koreji.
Bývalí umělci jsou Wheesung, Epik High, 1TYM, Gummy, Seven, Minzy, Park Bom, 2NE1, Nam Tae-hyun, Lee Jong-suk a Psy, jeho současní umělci jsou Big Bang, CL, Dara, Akdong Musician, Lee Hi, Winner, iKon, Blackpink, Sechskies, Jinusean, One, Treasure 13 a Babymonster stejně jako herci a herečky, včetně Kang Dong-won, Choi Ji-woo, Cha Seung-won, Lee Sung-kyung, Nam Joo-hyuk a Yoo In-na. Somi a Anda jsou pod dceřinými společnostmi YG Entertainment The Black Label a YGX.